# Слёзкин, Лев Юрьевич
Лев Ю́рьевич Слёзкин (1920—2012) — советский и российский историк-американист. Специалист в области истории США и стран Латинской Америки.

## Биография
Родился 17 июня 1920 года во Владикавказе (ныне Северная Осетия). Сын писателя Юрия Львовича Слёзкина и актрисы Ангелины Ивановны Жданович (1899 или 1900—1979). Ю. Л. Слёзкин посвятил сыну свою книгу «Брусилов».
В 1939 году поступил в Московский юридический институт, но вскоре был призван в РККА. Участник Великой Отечественной войны, был тяжело ранен. Старшина бронетанковых войск. Член ВКП(б) с 1944 года. После демобилизации окончил исторический факультет МГУ (1949), а затем аспирантуру (под руководством профессора А. С. Ерусалимского). В 1952 году защитил кандидатскую диссертацию «Империалистическая политика Соединенных Штатов в Южной Америке в годы мирового экономического кризиса (1929—1933)».
С 1952 года работал в Институте истории АН СССР, с 1961 года — учёный секретарь Института Латинской Америки. В 1965 году защитил докторскую диссертацию «Россия и война за независимость в Испанской Америке». Затем работал в Институте всеобщей истории.
Был дважды командирован на Кубу.
Работы Л. Ю. Слёзкина посвящены новой истории Латинской Америки и США. В нескольких монографиях исследуется история Северной Америки в XVII веке.
Умер 7 апреля 2012 года в Москве.

### Семья
- Жена — Карма Моисеевна Гольдштейн (1933—2011)
  - Сын — Юрий Львович Слёзкин (род. 1956), американский историк.

## Награды
- заслуженный деятель науки РФ (1997)
- орден Красного Знамени (28.3.1943)
- орден Красной Звезды (13.2.1944)
- орден Отечественной войны I степени (6.4.1985)
- медали

## Основные работы
- Испано-американская война 1898 года. — М.: Изд-во АН СССР, 1956. — 134 с., 1 л. карт.
- Россия и война за независимость в Испанской Америке. — М.: Наука, 1964. — 383 с.
- История Кубинской республики. — М.: Наука, 1966. — 468 с., 5 л. портр., карт.
- Образование независимых государств в Латинской Америке (1804—1903). — М.: Просвещение, 1966. — 243 с. — В соавт. с М. С. Альперовичем.
- Земля Святого Креста: открытие и завоевание Бразилии. — М.: Наука, 1970. — 158 с.
- Новая история стран Латинской Америки. — М.: Высшая школа, 1970. — 384 с. + 4 л. карт. — В соавт. с М. С. Альперовичем.
- У истоков американской истории: Виргиния. Новый Плимут (1606—1642). — М.: Наука, 1978. — 335 с., 2 л. карт.
- У истоков американской истории: Массачусетс. Мэриленд (1630—1642). — М.: Наука, 1980. — 337, [6] с., 1 л. карт.
- Легенда, утопия, быль в ранней американской истории. — М.: Наука, 1981. — 160 с., 4 л. ил. — (Страны и народы).
- У истоков американской истории: Виргиния и Мэриленд в годы Английской революции (1642—1660). — М.: Наука, 1989. — 348 с. — ISBN 5-02-008956-7.
- У истоков американской истории: Роджер Уильямс, 1603—1683. — М.: Наука, 1993. — 266 с. — ISBN 5-02-010144-3.
- До войны и на войне. — М.: Парад, 2009. — 517, [1] с. — ISBN 978-5-8061-0141-0.

## Отзывы
историк А. М. Некрич вспоминал:

Это один из честнейших людей, которых я когда-либо встречал в жизни. <…> Мать Левы была когда-то актрисой, и от родителей он унаследовал очень тонкую нервную организацию и эмоциональную реакцию. Во время войны Лева Слезкин был командиром танка, и во время танковой атаки в горящем танке лишился одного глаза. С тех пор он ходил с чёрной повязкой на лице, и эта повязка очень шла к его тонкой фигуре и чуть удлиненному лицу. Во всем его облике было нечто романтическое, да он и был по своей натуре романтиком. 